# Douglas Neame
Douglas Neame (Douglas Mortimer Lewes Neame; * 9. Oktober 1901 in Mayfair, London; † 13. Juni 1988 in Salisbury) war ein britischer Hürdenläufer.
1928 schied er bei den Olympischen Spielen in Amsterdam über 110 m Hürden im Vorlauf aus.
Bei den British Empire Games 1930 in Hamilton gewann er für England startend Bronze über 440 Yards Hürden.

## Persönliche Bestzeiten
- 120 Yards Hürden: 15,0 s, 5. Mai 1928, Portsmouth
- 440 Yards Hürden: 54,0 s, 5. Juli 1930, London (entspricht 53,7 s über 400 m Hürden)